# Royal Kobayashi
Royal Kobayashi, właśc. Kazuo Kobayashi (jap. 小林•和男 Kobayashi Kazuo; ur. 10 października 1949 w Misato, zm. 17 listopada 2020 w prefekturze Kumamoto) – japoński bokser, były zawodowy mistrz świata w wadze junior piórkowej, olimpijczyk.

## Kariera w boksie amatorskim
Wystąpił w wadze piórkowej (do 57 kg) na igrzyskach olimpijskich w 1972 w Monachium, gdzie po wygraniu dwóch walk przegrał w ćwierćfinale z Andrásem Botosem z Węgier.

## Kariera w boksie zawodowym
Przeszedł na zawodowstwo w 1973. Przybrał wówczas ringowe imię „Royal”. Początkowo walczył w wadze piórkowej. Po wygraniu pierwszych 18 walk zmierzył się 12 października 1975 w Tokio w pojedynku o tytuł mistrza świata federacji WBA tej kategorii wagowej z Alexisem Argüello, ale przegrał przez nokaut w 5. rundzie. Po stoczeniu trzech kolejnych walk, z których dwie wygrał, a jedną przegrał, zmienił wagę na junior piórkową i 10 września 1976 w Tokio zdobył tytuł mistrza świata organizacji WBC nokautując dotychczasowego czempiona Rigoberto Riasco w 8. rundzie.
Stracił tytuł w pierwszej obronie 24 listopada tego roku w Seulu, kiedy to Yum Dong-kyun pokonał go niejednogłośnie na punkty. Kobayashi próbował odzyskać ten pas 19 stycznia 1978 w Kitakiusiu, ale ówczesny mistrz Wilfredo Gómez znokautował go w 3. rundzie. Następnie powrócił do kategorii piórkowej. Próba zdobycia tytułu mistrza świata WBA w tej wadze była nieudana, gdyż 9 stycznia 1979 w Tokio poddał walkę z Eusebio Pedrozą w 13. rundzie. Kontynuował karierę do 1981, ale już nie walczył o tytuł światowy.
Później pracował jako trener bokserski w Jokohamie i Kumamoto. Zmarł na raka przełyku.